# Petrová
Petrová és un poble i municipi d'Eslovàquia. Es troba a la regió de Prešov, al nord del país.

## Història
La primera referència escrita de la vila data del 1414.

## Demografia
| Godina             | 1994 | 2004    | 2014    | 2024    |
| ------------------ | ---- | ------- | ------- | ------- |
| Nombre de persones | 487  | 671     | 827     | 1001    |
| Diferència         |      | +37,78% | +23,24% | +21,03% |

| Godina             | 2023 | 2024   |
| ------------------ | ---- | ------ |
| Nombre de persones | 981  | 1001   |
| Diferència         |      | +2,03% |